# Pietuchowo
Pietuchowo (lit. Petuchavas) − wieś na Litwie, w gminie rejonowej Soleczniki, 3 km na południe od Koleśników, zamieszkana przez 6 ludzi. Przed II wojną światową w Polsce, w powiecie lidzkim województwa nowogródzkiego.
We wsi został pochowany jej właściciel, wojewoda miński i nowogródzki Mikołaj Sapieha.